# Laphria ferox
Laphria ferox är en tvåvingeart som beskrevs av Samuel Wendell Williston  1883. Laphria ferox ingår i släktet Laphria och familjen rovflugor. Inga underarter finns listade i Catalogue of Life.